# シェリダン・レ・ファニュ

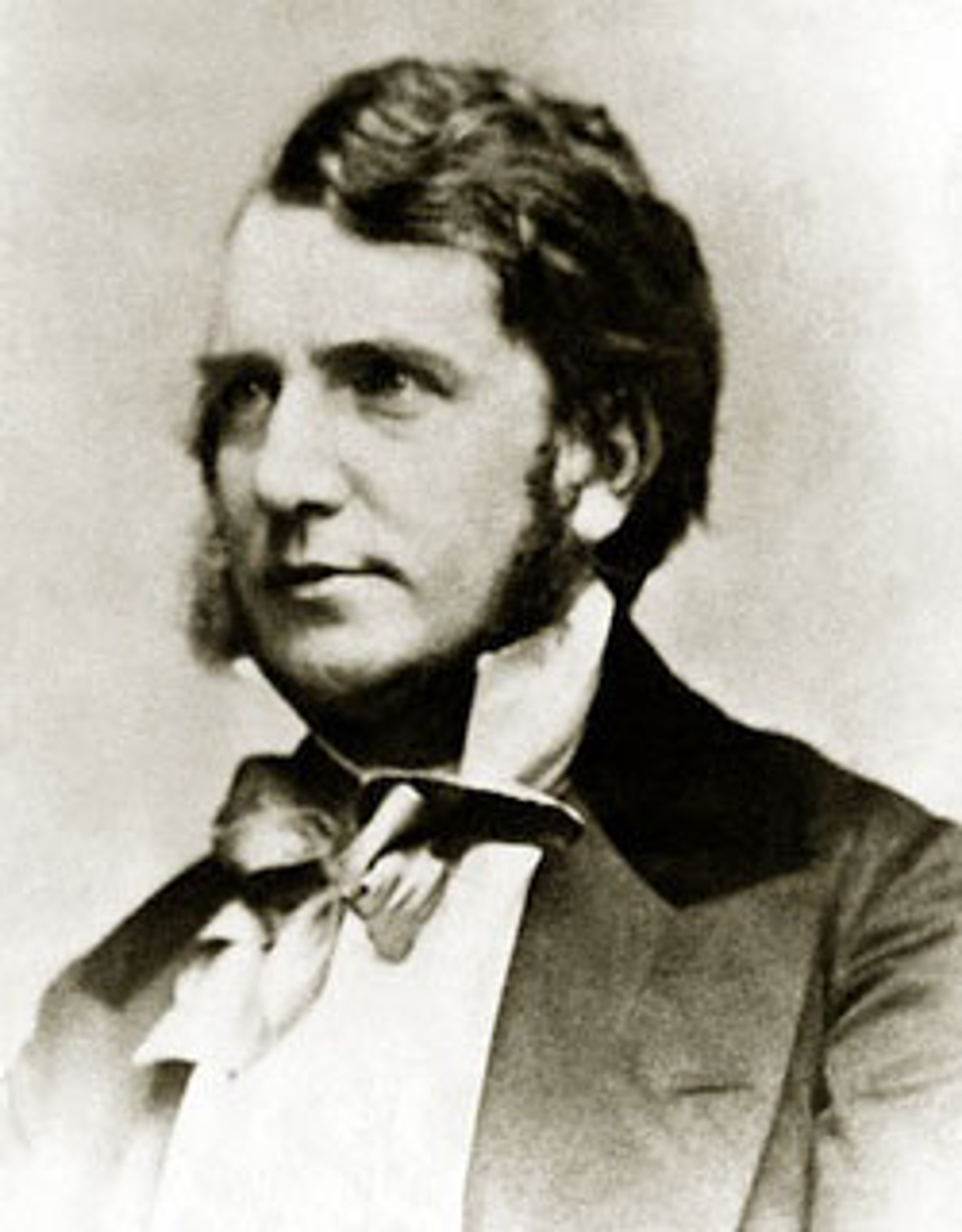
シェリダン・レ・ファニュ

ジョゼフ・シェリダン・レ・ファニュ（Joseph Sheridan Le Fanu, 1814年8月28日 - 1873年2月7日）は、アイルランド人の小説家。怪奇小説とミステリーを得意としたゴシック小説作家であり、19世紀以降の短編小説のジャンルに大きな影響を与えた。

## 生涯
レ・ファニュはダブリンのユグノー貴族の家に生まれた。祖母アリシア・シェリダン・レ・ファニュと、その兄（大伯父）リチャード・ブリンズリー・シェリダンはどちらも劇作家で、レ・ファニュの姪ローダ・ブロートンは小説家として成功した。
レ・ファニュはダブリンのトリニティ・カレッジで法を学んだ。1839年、彼は大学歴史協会の監査役に選出され、法廷へ出入りするようになった。しかし彼は法律の専門家になるのではなく、ジャーナリストになり、その後死ぬまで作品を発表し続けた。そのほとんどは「ダブリン大学マガジン」という月刊雑誌で発表され、同誌の発行部数増加に大きく寄与した。
1861年、レ・ファニュは「ダブリン大学マガジン」を買い取り、1869年まで編集の主幹を務めた。その間、以前にも増して同誌において多くの作品を連載形式で発表した。彼は晩年「ダブリン・イヴニング・メール」など、いくつかの定期刊行物を保有し、1873年2月7日に故郷のダブリンで亡くなった。

## 作風
レ・ファニュが執筆活動を行った19世紀は、1830年代の合同法撤廃運動や大飢饉、蜂起など、アイルランド近代史のなかでも激動の時代だった。『アンクル・サイラス』に寄せられたエリザベス・ボウエンの序文をはじめとして、多くの批評でレ・ファニュの作品の背景にアングロ・アイリッシュ文学特有の植民地における支配階級の罪悪感と、支配権喪失への不安が存在すると指摘されている。舞台がアイルランドではない作品にもアイリッシュ文学伝統の問題意識が見いだせることから、レ・ファニュはアングロ・アイリッシュ文学の一角を形成する重要な作家と看做されている。
レ・ファニュ作品の構想はよく練られており、また生き生きとしている。彼は読者に直接ショックを与えるよりも、話の流れで恐怖を感じさせることを専門とし、そのためにしばしばミステリーの形式を採った。その繊細な表現は、吸血鬼小説『カーミラ』などで非常に印象的である。一方で、どの作品もプロットが似たり寄ったりで、手法や題材がやや前時代的なこともあり、執筆当時は少数のマニアックな読者にしか受け入れられなかった。
生涯で遺した作品は、長編小説15篇、短編小説約80篇で、「短編長編ともにほとんど全部が恐怖、怪奇、犯罪、陰謀を題材にしたものばかり」（平井呈一）となっている。『カーミラ』（1872年）は吸血鬼小説として、ブラム・ストーカーの『吸血鬼ドラキュラ』（1897年）に多大な影響を及ぼした。そしてデンマーク人監督カール・テオドア・ドライヤーによる特異な傑作映画『吸血鬼』（1932年）の基礎として役立った。また初期の作品『Episode in the History of a Tyrone Family』（1839年）は、シャーロット・ブロンテの『ジェイン・エア』（1847年）に影響を及ぼしたと言われる。レ・ファニュはヴィクトリア朝期のアイルランド・ホラーの父であるとも呼ばれている。

## 作品リスト
- The Cock and Anchor (1845)（1873年、若干の手直しが加えられ、Morley Court: Being a Chronicle of Old Dublin Cityのタイトルで再刊）
- The Fortunes of Colonel Torlogh O'Brien (1847)
- The House by the Churchyard (1863)
  - 『墓地に建つ館』（榊優子訳、河出書房新社 2000年）
- Uncle Silas (1864)
  - 『アンクル・サイラス』（榊優子訳、創土社 上下 1980年）
- Wylder's Hand (1864)
  - 『ワイルダーの手』（日夏響訳、国書刊行会「世界幻想文学大系」2分冊、1982年）
- Guy Deverell (1865)
- All in the Dark (1866)
- The Tenants of Malory (1867)
- A Lost Name (1868)
- Haunted Lives (1868)
- The Wyvern Mystery (1869)
- Checkmate (1871)
- The Rose and the Key (1871)
- Chronicles of Golden Friars (1871)
  - 『ゴールデン・フライヤーズ奇談』（室谷洋三訳、福武書店「福武文庫」 1990年）
- Willing to Die (1872)
- In a Glass Darkly[2] (1872)
  - Carmilla
日本では上記『カーミラ』が著名、最も多く訳され訳書タイトルも『死妖姫』、『吸血鬼カーミラ』、『女吸血鬼カーミラ』、『女吸血鬼カルミラ』、『吸血少女カーミラ』など異なる。未成年向けジュブナイル作品での刊行も多い。
- The Purcell Papers (1880)
- The Watcher and Other Weird Stories (1894)

### 短編の日本語訳書
- 白い手の怪、墓掘りクルックの死、シャルケン画伯、大地主トビーの遺言 
  - 仇魔 (The Watcher)、判事ハーボットル氏、吸血鬼カーミラ（※）

（平井呈一訳「吸血鬼カーミラ」創元推理文庫 1981年）
※上記でも述べたが「カーミラ」は、子供向け（長井那智子訳、集英社みらい文庫 など）も含め多く出版されている。
- アイルランドのある伯爵夫人の秘めたる体験、タイローン州のある名家の物語、夢

（小池滋・斉藤重信訳「レ・ファニュ傑作集」国書刊行会 1983年）
- トビーをさらったのは、悪魔か?（The Dead Sexton）、古い屋敷に残された話（Squire Toby's Will）

（足沢良子:訳,レオ澤鬼:絵『世界こわい話ふしぎな話傑作集 19 - 古い屋敷に残された話』金の星社 1987年2月
- ドラゴン・ヴォランの部屋、ロバート・アーダ卿の運命ほか全5篇

（千葉康樹訳「ドラゴン・ヴォランの部屋」創元推理文庫 2017年）　
- カーミラ　レ・ファニュ傑作選 
  - 他にシャルケン画伯、幽霊と接骨師、チャペリゾッドの幽霊譚、緑茶、クロウル奥方の幽霊

（南條竹則訳、光文社古典新訳文庫、2023年）
以上は個人作品集での刊行。以下はアンソロジーで収録されているもの。
- 緑茶（「怪奇小説傑作集1 英米編」創元推理文庫 1969年、「イギリス幻想小説傑作集」白水社 1985年）
- クロウル奥方の幽霊（「こわい話・気味のわるい話 第1輯」牧神社出版 1974年、平井呈一編訳「恐怖の愉しみ（上）」創元推理文庫 1985年）
- 白い猫（「猫に関する恐怖小説」徳間書店 1980年）
- ロッホ・ギア物語（「イギリス怪談集」河出書房新社 1990年）
- 妖精にさらわれた子供（「怪奇小説の世紀　第2巻」国書刊行会 1993年）
- 絵画師シャルケン　（『夜のささやき、闇のざわめき　～英米古典怪奇談集～』BOOKS桜鈴堂 2013年）、電子書籍
- オンジエ通りの怪（『ヴィクトリア朝幽霊物語』アティーナ・プレス 2013年）
- カーミラ（BOOKS桜鈴堂　2015年）、電子書籍
- 緑茶（BOOKS桜鈴堂　2017年）、電子書籍